# Вэйдяну, Петра
Петра Вэйдяну (рум. Petra Văideanu; род. 24 августа 1965, Кымпулунг), в девичестве Михалаке (рум. Mihalache) — румынская легкоатлетка, специалистка по многоборьям. Выступала за сборную Румынии по лёгкой атлетике в 1983—1994 годах, обладательница серебряной медали чемпионата Европы в помещении, чемпионка Балкан и Румынии, участница летних Олимпийских игр в Барселоне.

## Биография
Петра Вэйдяну родилась 24 августа 1965 года в городе Кымпулунг, жудец Арджеш.
Впервые заявила о себе в лёгкой атлетике на международном уровне в сезоне 1983 года, когда вошла в состав румынской сборной и выступила на юниорском европейском первенстве в Швехате, где в зачёте семиборья стала восьмой.
В 1988 году выиграла семиборье на Балканских играх в Анкаре. На домашнем турнире в Бухаресте установила свой личный рекорд — 6343 очка.
На чемпионате Европы 1990 года в Сплите заняла в семиборье восьмое место.
В 1991 году показала 22-й результат на чемпионате мира в Токио.
В 1992 году в пятиборье с личным рекордом в 4677 очков завоевала серебряную награду, уступив только соотечественнице Лильяне Нэстасе. Благодаря череде успешных выступлений удостоилась права защищать честь страны на летних Олимпийских играх в Барселоне — набрала в сумме семиборья 6152 очка, расположившись в итоговом протоколе соревнований на 13-й строке.
В 1993 году стала седьмой в личном зачёте Кубка Европы по многоборьям в Оулу, заняла 12-е место на чемпионате мира в Штутгарте.
В 1994 году стартовала в пятиборье на чемпионате Европы в помещении в Париже, показала итоговый восьмой результат. По окончании сезона завершила спортивную карьеру.